# 羅思維爾 (密蘇里州)
羅思維爾（英語：Rothville）是位於美國密蘇里州沙里頓縣的村。

## 人口
根據2020年美國人口普查的數據，羅思維爾的面積為0.51平方千米，皆為陸地。當地共有人口63人，而人口密度為每平方千米124人。